# Григорий VII Константинополски
Григорий VII Константинополски (на гръцки: Γρηγόριος Ζ) е православен духовник, 262-ри вселенски патриарх в Цариград от 1923 до 1924 година. Григорий VII е известен като реформатор, поддържащ линията на предшественика си Мелетий IV с въвеждането на Новоюлианския календар в църквата.

## Биография
Роден е в 1850 година под името Зервудакис (Ζερβουδάκης) в главния град на остров Сифнос Аполония, известен и като Ставри и затова носи и името Пападоставрианос (Παπαδοσταυριανός). Учи в богословското училище на остров Халки и в Европа. Става дякон, а по-късно протосингел при родоската митрополия. В 1887 година е избран за епископ на Мир Ликийски. В 1892 година е назначен за митрополит в Сяр, където активно поддържа гръцката пропаганда в Македония. В 1909 година е прехвърлен в Кизическата епархия, а от 1913 година е халкидонски митрополит. След отказването от престола на Мелетий IV на 6 декември 1923 година е избран за негов приемник и сяда на трона на 30 декември.
По време на патриархата си сваля самопровъзгласилия се за глава на „турска православна църква“ Евтим. Също така сваля митрополита на Халдия Василиос, който организира църква в Америка без позволението на Патриаршията. Дава автокефалия на намиращата се в юрисдикцията на Московската патриаршия Полска църква (Патриаршески и синодален томос 13 ноември 1924 година). Основава митрополиите на Принцовите острови, Централна Европа и Австралия. Със съборно постановление от 23 февруари 1924 година в Константинополската църква официално е прет новоюлианския календар в литургическия живот. През лятото на 1924 година при навлизането на руски архиереи бежанци в юрисдикцията на Вселенската църква, иска църковен съд над намиращите се в Цариград митрополити Анастасий и Александър, като забранява свещенослуженето им.
Умира от инфаркт на 17 ноември 1924 година.